# TGV POS
TGV POS (Paris – Ostfrankreich – Süddeutschland – niem. Paryż – Wschodnia Francja – Południowe Niemcy) – francuski, elektryczny zespół trakcyjny należący do rodziny pociągów TGV. W nomenklaturze SNCF pociągi te są oznaczone jako klasa TGV 384000. Jest to trzecia generacja pociągów TGV, w chwili obecnej istnieje 19 składów, zbudowanych przez firmę Alstom.
Pociągi TGV POS są przeznaczone do obsługi linii LGV Est européenne pomiędzy Paryżem a Nancy, Metz i Strasburgiem.